# Derek Tarr
Pour les articles homonymes, voir Tarr (homonymie).
Derek Tarr, né le 15 septembre 1959 à East London en Afrique du Sud, est un ancien joueur sud-africain de tennis professionnel naturalisé américain le 28 février 1986.

## Carrière
Il a atteint les 1/4 de finale en double à Roland-Garros avec Brad Guan en 1982.
Il a remporté 3 titres en double sur le circuit Challenger : à Buchholz en 1982 et West Palm Beach en 1985 et 1986.
En 1984, Vitas Gerulaitis parie que le 100e joueur mondial pourrait battre la 1re joueuse mondiale. Il s'avère que Derek Tarr est classé 100e à ce moment. Le match face à Martina Navrátilová n'a finalement pas lieux mais l'affaire fait grand bruit.
Après sa carrière de joueur, il est devenu entraîneur de l'équipe de tennis des Blazers de l'UAB.